# Chakal
Chakal er et thrash metal-band dannet af William Wiz, Destroyer og Mark i 1985 i Belo Horizonte, Brasilien. Bandet har til dato udgivet fem studiealbums, hvoraf det nyeste er Demon King fra 2004. Senere i deres karriere har de bevæget sig længere mod groove metal.

## Medlemmer
- Vladimir Korg – Vokal
- André – Guitar
- Mark – Guitar
- Giuliano – Bas
- Willian Wiz – Trommer

## Diskografi
| - 1987: Abominable Anno Domini - 1990: The Man Is His Own Jackal - 1991: Death Is A Lonely Business - 2003: Deadland - 2004: Demon King | - 1986: Children Sacrifice (Demo) - 1986: Warfare Noise I Split (album delt med Holocausto, Sarcófago og Mutilator) - 1988: Living With The Pigs (ep) |